# Twin Barrels Burning
Albums de Wishbone Ash
Number the Brave
(1981) Raw to the Bone
(1985)
Singles
1. No More Lonely Nights
Sortie : 1982
2. Engine Overheat
Sortie : 1982
3. Me and My Guitar
Sortie : 1983

Twin Barrels Burning est le douzième album studio du groupe de rock anglais, Wishbone Ash. Il est sorti en octobre 1982 sur le label Carrere en France, AVM Records en Grande-Bretagne et Fantasy Records aux USA.

## Historique
Sur cet album, Trevor Bolder, en provenance de Uriah Heep, succède à John Wetton à la basse. Twin Barrels Burning a été enregistré dans sa majorité dans les studios The Sol à Cookham dans le Berkshire. Seul le titre Me and My Guitar a été enregistré dans les Surrey Sound Studios à Leatherhead dans le Surrey : cette composition a été produite par le groupe et Nigel Gray.
Le groupe s'oriente vers un rock plus « heavy metal », la Grande-Bretagne connaissait le renouveau de ce style de musique avec les nombreux groupes issus de la NWOBHM. Wisefield et Powell se partagent le chant sur les différents titres de l'album.
Cet album se classa à la 22e place des charts britanniques, soit le meilleur classement depuis l'album New England sorti en 1976.

## Liste des titres
- Toutes les compositions sont signées par Laurie Wisefield, Steve Upton and Andy Powell.

Face 1
1. Engine Overheat - 4:03
2. Can't Fight Love - 4:03
3. Genevieve - 3:38
4. Me and My Guitar - 3:55
5. Hold On - 4:43

Face 2
1. Streets of Shame - 4:33
2. No More Lonely Nights - 5:10
3. Angels Have Mercy - 3:50
4. Wind Up - 5:00

## Musiciens
Wishbone Ash
- Andy Powell: guitares, chant
- Steve Upton: batterie, percussions
- Laurie Wisefield: guitares, chant
- Trevor Bolder: basse, chœurs, chant sur Hold On

Musicien additionnel
- Allan Townsend: synthétiseurs sur Hold On

## Classement
| Pays        | Durée du classement | Meilleur classement | Date            |
| ----------- | ------------------- | ------------------- | --------------- |
| Royaume-Uni | 5 semaines          | 22e                 | 7 novembre 1982 |